# The Virgin Tour
The Virgin Tour var Madonnas första konsertturné, som marknadsförde hennes första två album: Madonna (1983) och Like a Virgin (1984).

## Förband
- Beastie Boys
- Run-D.M.C. (endast utvalda konserter)

## Låtlista
1. "Dress You Up"
2. "Holiday"
3. "Into the Groove"
4. "Everybody"
5. "Angel"
6. "Gambler"
7. "Borderline"
8. "Lucky Star"
9. "Crazy for You"
10. "Over and Over"
11. "Burning Up"
12. "Like a Virgin" (innehåller utdrag ur "Billie Jean")
13. "Material Girl"

## Datum
| Datum         | Stad           | Land   | Arena                           |
| ------------- | -------------- | ------ | ------------------------------- |
| 10 april 1985 | Seattle        | USA    | Paramount Theatre               |
| 12 april 1985 | Seattle        | USA    | Paramount Theatre               |
| 13 april 1985 | Seattle        | USA    | Paramount Theatre               |
| 15 april 1985 | Portland       | USA    | Arlene Schnitzer Concert Hall   |
| 16 april 1985 | Portland       | USA    | Arlene Schnitzer Concert Hall   |
| 19 april 1985 | San Diego      | USA    | SDSU Open Air Theatre           |
| 20 april 1985 | San Diego      | USA    | SDSU Open Air Theatre           |
| 21 april 1985 | Costa Mesa     | USA    | Pacific Amphitheatre            |
| 23 april 1985 | San Francisco  | USA    | San Francisco Civic Auditorium  |
| 26 april 1985 | Los Angeles    | USA    | Universal Amphitheatre          |
| 27 april 1985 | Los Angeles    | USA    | Universal Amphitheatre          |
| 28 april 1985 | Los Angeles    | USA    | Universal Amphitheatre          |
| 30 april 1985 | Tempe          | USA    | ASU Activity Center             |
| 3 maj 1985    | Dallas         | USA    | Dallas Convention Center        |
| 4 maj 1985    | Houston        | USA    | Hofheinz Pavilion               |
| 5 maj 1985    | Austin         | USA    | Frank Erwin Center              |
| 7 maj 1985    | New Orleans    | USA    | UNO Lakefront Arena             |
| 9 maj 1985    | Tampa          | USA    | USF Sun Dome                    |
| 10 maj 1985   | Orlando        | USA    | Orange County Convention Center |
| 11 maj 1985   | Pembroke Pines | USA    | Hollywood Sportatorium          |
| 14 maj 1985   | Atlanta        | USA    | The Omni                        |
| 16 maj 1985   | Cleveland      | USA    | Public Auditorium               |
| 17 maj 1985   | Cincinnati     | USA    | Cincinnati Gardens              |
| 18 maj 1985   | Chicago        | USA    | UIC Pavilion                    |
| 20 maj 1985   | Chicago        | USA    | UIC Pavilion                    |
| 21 maj 1985   | Saint Paul     | USA    | Saint Paul Civic Center         |
| 23 maj 1985   | Toronto        | Kanada | Maple Leaf Gardens              |
| 25 maj 1985   | Detroit        | USA    | Cobo Arena                      |
| 26 maj 1985   | Detroit        | USA    | Cobo Arena                      |
| 28 maj 1985   | Pittsburgh     | USA    | Pittsburgh Civic Arena          |
| 29 maj 1985   | Philadelphia   | USA    | The Spectrum                    |
| 30 maj 1985   | Hampton        | USA    | Hampton Coliseum                |
| 1 juni 1985   | Columbia       | USA    | Merriweather Post Pavilion      |
| 2 juni 1985   | Worcester      | USA    | Worcester Centrum               |
| 3 juni 1985   | New Haven      | USA    | New Haven Coliseum              |
| 6 juni 1985   | New York       | USA    | Radio City Music Hall           |
| 7 juni 1985   | New York       | USA    | Radio City Music Hall           |
| 8 juni 1985   | New York       | USA    | Radio City Music Hall           |
| 10 juni 1985  | New York       | USA    | Madison Square Garden           |
| 11 juni 1985  | New York       | USA    | Madison Square Garden           |

## Medverkande
- Madonna (sång)
- Ian Knight (scenograf)
- Brad Jeffries (koreograf)
- Patrick Leonard (keyboard)
- Billy Meyers (keyboard)
- Jonathan P. Moffet (trummor)
- Bill Lanphier (bas)
- James Harrah (gitarr)
- Paul Pesco (gitarr)
- Michael Perea (dansare)
- Lyndon B. Johnson (dansare)
- Freddy DeMann (personlig ledning)
- Dave Kob (ljudmixning)
- Maripol (kostymdesigner)